# Incidente del De Havilland Express di Jersey Airways del 1938
L'Incidente del De Havilland Express di Jersey Airways del 1938 avvenne alle 10:50 di venerdì 4 novembre 1938 quando l'aereo di linea De Havilland DH.86 St Catherine's Bay (G-ACZN) di Jersey Airways si schiantò nella parrocchia di Saint Brèlade, 500 metri a est dell'Aeroporto di Jersey, uccidendo il pilota e tutti i dodici passeggeri nonché il bracciante Edmund Le Cornu, che lavorava su un campo.
In termini di perdite di vite umane, si è trattato del peggior incidente mai avvenuto finora su un aereo rigido sul territorio britannico e del secondo peggior incidente complessivo di un aereo rigido britannico dopo lo schianto di un aereo di linea dell'Imperial Airways in Belgio nel 1933 (in cui morirono 15 persone).
L'aereo di linea era appena decollato da Jersey in rotta verso Southampton. Il cielo era coperto, con una base nuvolosa di 120-150 piedi. L'aereo era stato completamente ispezionato e non trasportava il pieno carico.
Tra i morti c'erano la figlia, il genero e la nipotina del geometra e pioniere dell'archeologia aerea GA Beazley.

## Indagine
L'indagine del Ministero dell'aria ha concluso che l'incidente era dovuto a un errore del pilota. Il pilota aveva effettuato una virata in salita tra le nuvole e inavvertitamente aveva lasciato scivolare l'aereo quando era ancora troppo vicino al suolo per evitare il disastro. L'aereo era esploso e diversi corpi erano stati lanciati fino a 40 piedi di distanza.